# Paul Fussell

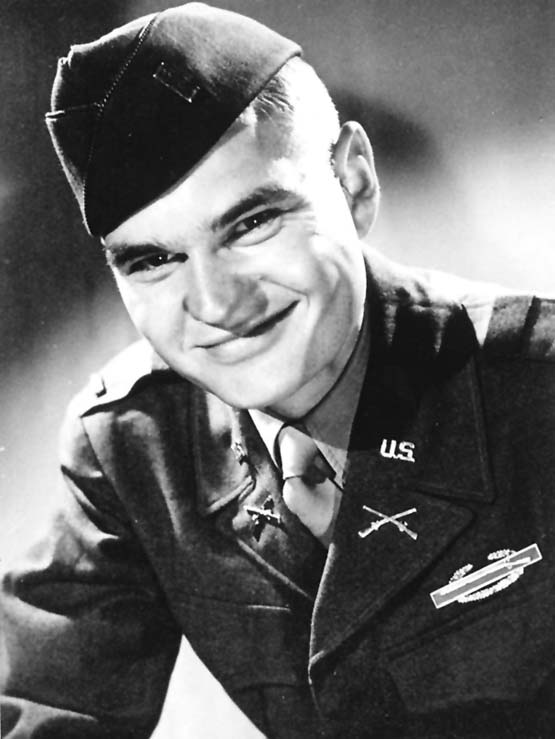
Paul Fussell (1945)

Paul Fussell (* 22. März 1924 in Pasadena, Kalifornien; † 23. Mai 2012 in Medford, Oregon) war ein amerikanischer Literatur- und Kulturwissenschaftler. Er begann als Spezialist für die Englische Literatur des 18. Jahrhunderts, ist aber insbesondere für sein 1975 erschienenes Werk The Great War and Modern Memory bekannt, eine heute klassische Studie über das Trauma, das der Erste Weltkrieg im kollektiven Bewusstsein einer ganzen Generation hinterließ. Zuletzt lehrte er Englische Literatur an der University of Pennsylvania.

## Leben
Fussell wurde im Alter von 19 Jahren 1943 in die US Army eingezogen. Im Oktober 1944 gelangte er als Leutnant mit der 103. US-Infanteriedivision nach Frankreich, wo er im Kampf verwundet wurde. Fussells Kriegserfahrung prägte ihn: er litt noch Jahre danach an Depressionen und Wut, und seine Ablehnung der Romantisierung des Militärs und des Krieges prägte eine Reihe seiner Bücher.
Er studierte bis zum Bachelor-Abschluss am Pomona College und promovierte an der Harvard University. Als Dozent und Professor lehrte er am Connecticut College, an der Rutgers University, der Universität Heidelberg, dem King’s College London und an der University of Pennsylvania. Mitte der neunziger Jahre wurde er emeritiert.
Sein Buch The Great War and Modern Memory von 1975 wurde mit dem National Book Award, dem National Book Critics Circle Award und dem Ralph-Waldo-Emerson-Preis der Phi-Beta-Kappa-Gesellschaft ausgezeichnet.
2006 berichtete Paul Fussell in der historischen Dokumentation The War (zu dt.: Der Krieg) von Ken Burns von seinen Kriegserlebnissen.

## Werke
- Poetic Meter and Poetic Form. 1965.
- The Rhetorical World of Augustan Humanism: Ethics and Imagery from Swift to Burke. 1965.
- Theory of Prosody in Eighteenth-Century England. 1966.
- Samuel Johnson and The Life of Writing. 1971.
- English Augustan Poetry. 1972.
- The Great War and Modern Memory. Oxford University Press, New York 1975.
- Abroad: British Literary Travelling Between the Wars. Oxford University Press, New York 1980.
- The Boy Scout Handbook and Other Observations. Oxford University Press, New York 1982.
- Class: A Guide Through the American Status System. Summit Books 1983. (Erschienen auf Deutsch als Cashmere, Cocktail, Cadillac - ein Wegweiser durch das amerikanische Statussystem. Steidl, Göttingen 1997.)
- Caste Marks: Style and Status in the USA. Heinemann 1984.
- Thank God for the Atom Bomb and Other Essays. Summit Books 1988.
- Wartime: Understanding and Behavior in the Second World War. Oxford University Press, New York 1989.
- BAD - or, The Dumbing of America. Summit Books 1991.
- The Anti-Egotist: Kingsley Amis, Man of Letters. Oxford University Press, New York 1994.
- Doing Battle: The Making of a Skeptic. Little Brown & Company, New York 1996. (Autobiografie)
- Uniforms: Why We Are What We Wear. Houghton Mifflin 2002.
- The Boys’ Crusade - The American Infantry in Northwestern Europe, 1944–1945. Modern Library 2003.